# 清水镇 (盘锦市)
清水镇，是中华人民共和国辽宁省盘锦市大洼区下辖的一个乡镇级行政单位。紧靠京沈高速公路，盘海营高速公路、大锦公路过境。

## 行政区划
清水镇下辖以下地区：
立新村、育红村、南岗子村、江南村、五岔村、小清村、清河村、永红村、大清村、小堡子村和锦红村。

## 特产
- 盘锦大米：中国地理标志产品。尤以"清莹牌"清水大米有名。